# Piodermia zgorzelinowa

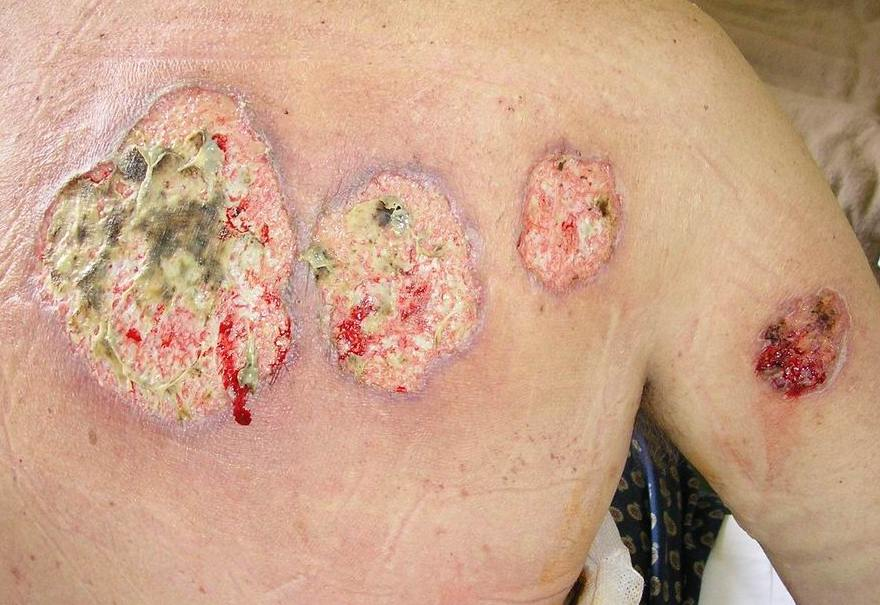
Piodermia zgorzelinowa

Piodermia zgorzelinowa,  zgorzelinowe zapalenie skóry, PG (od łac. pyoderma gangrenosum) – rzadkie schorzenie skóry o niejasnej etiologii. Może być objawem innych chorób ogólnoustrojowych; niekiedy występuje jako zespół paranowotworowy.

## Epidemiologia
W około 50% występuje razem z innymi chorobami systemowymi. Częstość występowania wynosi około 1/100000 ludności i jest podobna u obu płci. Choroba pojawia się najczęściej w czwartej lub piątej dekadzie życia, ale może wystąpić w każdym wieku.

## Patogeneza
Patogeneza piodermii zgorzelinowej nie została dokładnie ustalona, aczkolwiek największą rolę przypisuje się dysfunkcji układu immunologicznego.

### Najczęstsze choroby współistniejące

#### Choroby układu pokarmowego
- wrzodziejące zapalenie jelita grubego
- choroba Crohna
- zapalenie uchyłków jelita grubego
- polipy jelit

#### Choroby wątroby
- przewlekłe zapalenie wątroby
- pierwotne zapalenie dróg żółciowych
- pierwotne stwardniające zapalenie dróg żółciowych

#### Choroby układowe tkanki łącznej i seronegatywne zapalenia stawów
- reumatoidalne zapalenie stawów (RZS)
- toczeń rumieniowaty układowy
- ziarniniakowatość z zapaleniem naczyń
- choroba Behçeta
- zesztywniające zapalenie stawów kręgosłupa

#### Choroby hematologiczne
- białaczki
- chłoniaki
- inne choroby mieloproliferacyjne

#### Nowotwory
- rak sutka
- rak płuca
- rak jelita grubego
- rak gruczołu krokowego

## Objawy
Rozległe, szybko postępujące owrzodzenia lokalizujące się najczęściej na kończynach dolnych. Mogą obejmować inne obszary ciała.

## Leczenie
Leczenie: leki immunomodulujące (prednizon, cyklosporyna, azatiopryna, mykofenolan mofetylu, cyklofosfamid, chlorambucyl, talidomid, immunoglobuliny).